# Relações entre Irã e Síria

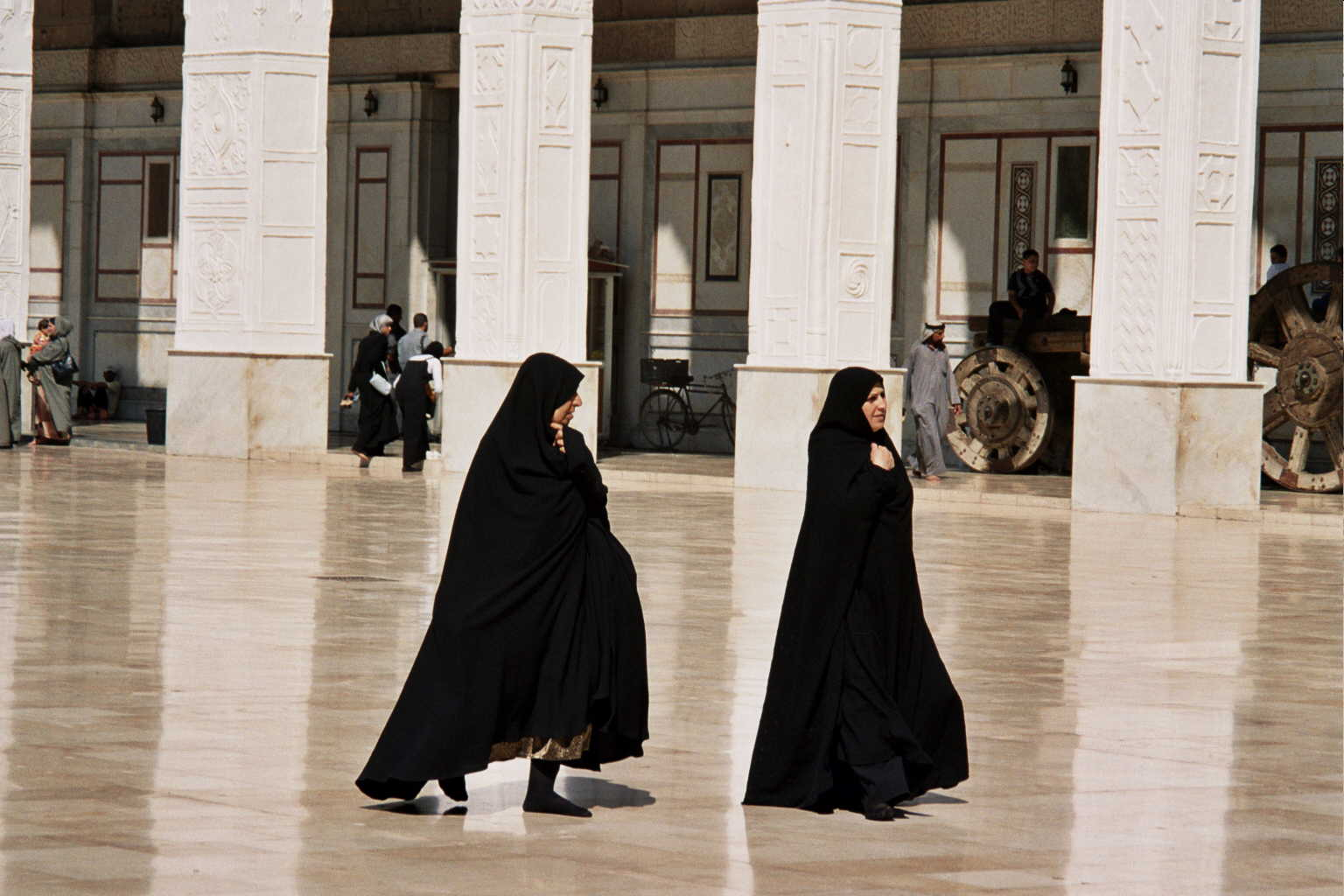
Peregrinos iranianos na Mesquita Umayyad, em Damasco

As relações entre Irão (português europeu) ou Irã (português brasileiro) e Síria são as relações diplomáticas estabelecidas entre a República Islâmica do Irã e a República Árabe Síria.
Os dois países mantém laços estreitos desde os primeiros anos da Revolução Iraniana, e a Síria atualmente serve como um importante aliado árabe do Irã, e um parceiro na região do Oriente Médio. O início da Guerra Irã-Iraque, proveu à Síria uma oportunidade de ganhar mais um aliado regional contra Saddam Hussein. Em contraste com quase todos os demais países árabes, a Síria apoiou o Irã durante este conflito. Em 1982, as duas nações negociaram um acordo permitindo que a Síria recebesse remessas de petróleo iraniano subsidiado e, em troca, deveria fechar o oleoduto petrolífero iraquiano através do seu território. O apoio da Síria ao Irã oscilou em 1986, quando o presidente Hafez al-Assad sugeriu que a Síria não iria aceitar o Irã como uma força de ocupação no Iraque. Após este incidente diplomático, autoridades sírias e iranianas se reuniram para restabelecer as relações.
Com a ausência de uma ameaça iraquiana desde 2003, as relações entre Teerã e Damasco se aprofundaram, sustentadas por seu apoio compartilhado à organizações militares como o Hezbollah e o Hamas, assim como a sua inimizade com Israel. Ambos têm continuamente provido o Hezbollah com financiamento, treinamento, equipamentos, e apoio político desde a sua criação na década de 1980.